# ÖHB-Supercup di pallamano maschile
La ÖHB-Supercup è la Supercoppa nazionale di pallamano maschile austriaca ed è organizzata dalla Österreichischer Handballbund.

La competizione mette a confronto i campioni d'Austria con i detentori della ÖHB-Cup della stagione precedente.

La prima edizione si è svolta nel 2012.

## Albo d'oro
| Edizione | Campione d'Austria | Risultato        | Detentore ÖHB-Cup |
| -------- | ------------------ | ---------------- | ----------------- |
| 2012     | ALPLA Hard         | 28 - 27          | Fivers            |
| 2013     | ALPLA Hard         | 29 - 34          | Fivers            |
| 2014     | ALPLA Hard         | 29 - 34 (d.t.r.) | Fivers            |
| 2015     | ALPLA Hard         | 27 - 32          | Fivers            |
| 2016     | Bregenz            | 31 - 28          | Fivers            |
| 2017     | ALPLA Hard         | 32 - 24          | Fivers            |
| 2018     | Fivers             | 23 - 24          | Fivers            |
| 2019     | Krems              | 17 - 22          | ALPLA Hard        |
| 2020     | Fivers             | 28 - 24          | ALPLA Hard        |
| 2021     | ALPLA Hard         | 33 - 27          | Fivers            |
| 2022     | Krems              | 25 - 27          | Bregenz           |
| 2023     | Linz AG            | 25 - 26          | ALPLA Hard        |
| 2024     | Linz AG            | 30 - 27          | West-Wien         |

## Riepilogo vittorie per club
| Numero | Club       | Anni                               |
| ------ | ---------- | ---------------------------------- |
| 6      | ALPLA Hard | 2012, 2017, 2018, 2019, 2021, 2023 |
| 4      | Fivers     | 2013, 2014, 2015, 2020             |
| 2      | Bregenz    | 2016, 2022                         |
| 1      | Linz AG    | 2024                               |